# Christopher H. Hallett
Christopher H. Hallett ist ein US-amerikanischer Klassischer Archäologe.

## Leben
Er erwarb den B. A. 1980 an der Universität Bristol, einen M.Phil. bei John James Coulton 1983 an der Universität Oxford und einen Ph.D. bei Andrew Stewart 1993 an der University of California, Berkeley, wo er seit 2009 als Professor an den Departments of History of Art and Classics lehrt.
Seine Forschungsinteressen sind römische Kunst und visuelle Kultur, antike Porträtmalerei und hellenistische Kunst.

## Schriften (Auswahl)
- The Roman nude. Heroic portrait statuary 200 BC – AD 300. Oxford 2005, ISBN 0-19-924049-3.
- als Herausgeber: Flesheaters. An international symposium on Roman sarcophagi. University of California at Berkeley 18–19 September 2009. Wiesbaden 2019, ISBN 978-3-95490-400-6.